# Reema Abdo
Reema Abdo (n. 19 mai 1963, Aden, Yemen) este o înotătoare ce a reprezentat Canada, medaliată olimpică. A participat la o ediție a Jocurilor Olimpice (1984) în care a câștigat două medalii de bronz.